# José Luis Castro Medellín
José Luis Castro Medellín MSF (ur. 21 czerwca 1938 w Mineral de La Noria, zm. 24 stycznia 2020 w Tacámbaro) – meksykański duchowny rzymskokatolicki, w latach 2002–2014 biskup Tacámbaro.

## Życiorys
Wstąpił do zgromadzenia Misjonarzy Świętej Rodziny i w nim 10 stycznia 1960 złożył profesję wieczystą. Rok później został ekonomem generalnym zakonu. Święcenia kapłańskie przyjął 16 czerwca 1963. Po święceniach został nauczycielem kandydatów do zgromadzenia, zaś w 1969 został skierowany na studia licencjackie do Akademii Alfonsjańskiej w Rzymie. W 1973 został wybrany przełożonym generalnym zakonu. Po skończeniu w 1985 kadencji powierzano mu nadal funkcje kierownicze w zgromadzeniu (m.in. jako radny generalny i ekonom). W 1997 został proboszczem parafii zakonnej w Uruapan.
25 października 2002 został prekonizowany biskupem Tacámbaro. Sakrę biskupią otrzymał 3 grudnia 2002. 22 sierpnia 2014 przeszedł na emeryturę.
Zmarł w Tacámbaro 24 stycznia 2020.